# Messac (Ille-et-Vilaine)
Messac è un comune francese soppresso del dipartimento dell'Ille-et-Vilaine nella regione della Bretagna. Dal 1º gennaio 2016 si è fuso con il comune di Guipry per formare il nuovo comune di Guipry-Messac di cui è comune delegato.

## Società

### Evoluzione demografica
Abitanti censiti